# Хуліо Сесар Хіменес
Хуліо Сесар Хіменес (ісп. Julio César Jiménez, нар. 27 серпня 1954, Артигас) — уругвайський футболіст, що грав на позиції півзахисника. Виступав, зокрема, за клуб «Пеньяроль», а також національну збірну Уругваю.

## Клубна кар'єра
Футболом розпочав займатися у 12-річному віці в клубі «Вондерерз де Артігас». У дорослому футболі дебютував виступами за команду «Монтевідео Вондерерс». У віці 14 років вперше зіграв за департамент Артігас та виступав у чемпіонаті Літорал. Своєю грою за цю команду привернув увагу представників тренерського штабу клубу «Пеньяроль», до складу якого приєднався 1971 року. Спочатку виступав за молодіжну команду у Квінта Дивізіоні, але вже незабаром 16-річного гравця перевели до першої команди. Разом з «Орінегрос» виграв чемпіонат Уругваю в 1973, 1974, 1975 і 1978 роках, а також Трофей Терези Еррери в 1974 і 1975 роках. Клуб з Монтевідео також виграв Лігілью Пре-Лібертадорес в 1974, 1975, 1977 і 1978 роках.
У 1978 році виїхав до Аргентини, де захищав кольори «Велес Сарсфілд». З 1981 по 1982 рік грав за «Феррокаріль Оесте». Сезон 1983/84 років провів у «Барселоні Б», де провів 4 матчі в Сегунда Дивізіоні. Заграти в першій команді уругвайцю завадила квота на випускників власної академії. Після цього повернувся до аргентини, де виступав за «Дуглас Гейг». Сезон 1987/88 років відіграв в аргентинському «Велес Сарсфілд». Потім прийняв пропозицію Нельсона Чабея і приєднався до «Сан-Мартін-де-Тукумана». Разом з командою виборов путівку до Прімери. Наступного сезону зіграв 25 матчів у Прімері. Окрім цього виступав за аргентинські клуби «Уніон», «Інституто» та «Мар дер Плата». З 1992 по 1993 рік захищав кольори болвійського «Хорхе Вільстермана» та перуанського «Депортіво Мунісіпаль».

## Виступи за збірну
27 жовтня 1971 року дебютував у складі національної збірної Уругваю в поєдинку проти Чилі. Поїхав на чемпіонату світу 1974 року у ФРН, де не зіграв жодного матчу. Востаннє футболку національної команди одягав 24 листопада 1976 року.
Загалом протягом кар'єри у національній команді, яка тривала 5 років, провів у її формі 10 матчів, відзначився 1 голом.

## Кар'єра тренера
У 2008 році працював тренером молодіжної команди «Велес Сарсфілд».

## Досягнення
«Пеньяроль»
- Прімера Дивізіон Уругваю
  -  Чемпіон (4): 1973, 1974, 1975, 1978
  -  Срібний призер (4): 1971, 1972, 1976, 1977

- Лігілья Уругваю
  -  Чемпіон (4): 1974, 1975, 1977, 1978

- Трофей Терези Еррери
  -  Володар (2): 1974, 1975

«Велес Сарсфілд»
- Прімера Дивізіон Аргентини
  -  Срібний призер (1): 1979 (Метрополітано)

«Феррокаріль Оесте»
- Прімера Дивізіон Аргентини
  -  Чемпіон (1): 1982 (Насьйональ)
  -  Срібний призер (2): 1981 (Прімера Дивізіон), 1981 (Насьйональ)